# Zhang Sipeng
Zhang Sipeng (Hebei, 14 maggio 1987) è un ex calciatore cinese, portiere.

## Carriera
Nel 2007 inizia la sua carriera sportiva con il Beijing Guoan nella Chinese Super League. Immediatamente diventa un giocatore regolare con la sua prima stagione nella squadra di calcio e gioca costantemente come portiere di prima scelta sostituendo Yang Zhi. Infine fa il suo debutto in campionato con il Beijing Guoan il 13 giugno 2009 in una partita contro il Tianjin Teda, che ha visto vincere la sua squadra per 1-0.

## Palmarès

### Club

#### Competizioni nazionali
- Campionato cinese: 1

Beijing Guoan: 2009
- Coppa della Cina: 1

Jiangsu Sainty: 2015